# Битва при Доккюме
Битва при Доккюме — сражение Великой фризской войны, которое состоялось в 1418 году. Сражение было результатом атаки союзников на схирингеров в Доккюме, которые использовали город в качестве базы для атак кораблей союзников в море. Сражение произошло возле городов Доккюм и Эзумазейл.

## Причины
Схирингеры были серьёзно ослаблены поражением в битве при Оксвердерзейле. Император Священной Римской империи Сигизмунд обещал поддержку, но не отправлял военную помощь. Часть армии Кено II тома Брока осталась в Оммеландах после битвы и оттуда отправилась в Вестерлауверскую Фрисландию, где был разграблен Ахткарспелен. Схирингеры не могли противостоять целой армии, и на данном этапе войны ограничились пиратством на море. Там, где это было возможно, они пытались беспокоить союзников, в том числе при содействии виталийских братьев. Город Доккюм послужил базой для этого. Поскольку союзники испытали так много неприятностей от этого пиратства, они послали своего полководца Фокко Укену с армией на Доккюм.

## Ход сражения
В 1418 году союзная армия под предводительством Фокко Укены отправилась в Доккюм, всё разграбляя на своём пути. Когда армия прибыла в Доккюм, укреплённый город попадает в руки союзников без особых затруднений. Уже после нескольких стычек оборонявшиеся схирингеры сдались и нападавшие овладели городом. Доккюм был сожжён и потерял своё значение в военном отношении, потому что часть городской стены была разрушена.
Однако большинство вооружённых схирингеров осталось в крепости Эзумазейла, и битва перемещается туда. Там было гораздо сложнее, чем в Доккюме. Нападавшие уже начали думать о том, чтобы отступить, но в конце концов защита была сломлена, и они захватили крепость.

## Последствия
По сравнению с битвой при Оксвердерзейле в этом сражении было меньше жертв, но результат имел более серьёзные последствия. Победив схирингеров на их собственной земле, союзники нанесли им чувствительный удар. Сопротивление схирингеров казалось сломленным, и они были готовы заключить мир с победителями. Чтобы положить конец мародёрству, они заплатили несколько тысяч французских экю. Союзная армия после этого возвратилась в Остлауверскую Фрисландию.